# Ritratto di Fedra Inghirami
Il Ritratto di Fedra Inghirami è un dipinto a olio su tavola di Raffaello Sanzio, databile al 1514-1516 circa. Dell'opera esistono due versioni sulle quali la critica è divisa nell'individuare il prototipo: una nella Galleria Palatina di Firenze (90x62 cm) e una nell'Isabella Stewart Gardner Museum di Boston (89,7x62,2 cm).

## Storia
Tommaso Inghirami, detto "Fedra", raffigurato al suo scrittoio, era un dotto umanista nato a Volterra nel 1470, al servizio di Papa Leone X.
Il ritratto di Boston proviene da Casa Inghirami a Volterra, dove restò fino agli inizi del Novecento, prima di essere acquistato dalla sede odierna. Il dipinto fiorentino faceva invece parte della collezione del cardinale Leopoldo de' Medici, e dopo la sua morte entrò a far parte della quadreria di Palazzo Pitti; dal 1799 al 1815 fu a Parigi per via delle spoliazioni napoleoniche.
Cavalcaselle riteneva autografo il solo dipinto di Pitti, così come Passavant, Adolfo Venturi e Pittaluga (i quali non si pronunciarono sul dipinto di Boston), mentre Morelli, Durand-Gréville, Gamba e Suida optavano per quello di Boston. Entrambi autografi per Gronau, Marangoni, Carli, Francini Ciaranfi, Camesasca e Monti; nessuno dei due, che deriverebbero quindi da un prototipo perduto, per Fischel. Gamba riferì l'opera a Pitti alla mano di Daniele da Volterra, Durand-Gréville ne riteneva autografo il solo volto (1907), ricredendosi in seguito (1911) e riferendolo a un periodo successivo.
Accurati esami scientifici sembrano oggi far prevalere la versione fiorentina, per la migliore qualità pittorica, introspezione psicologica e forza espressiva. L'opera di Boston potrebbe quindi essere una copia del dipinto eseguita per la famiglia.

## Descrizione e stile
Su uno sfondo scuro, il protagonista è rappresentato seduto a una scrivania con il volto di tre quarti, girato a destra e rivolto pensosamente in alto: si tratta di una posa derivata dall'iconografia degli evangelisti.
Dominano i colori rossi della veste, della berretta e della copertina del grosso libro appoggiato su un cofanetto. Sulla scrivania si trovano inoltre un blocco di fogli e un calamaio, dove l'Inghirami sembra aver appena intinto la penna, mentre attende, non senza un leggerissimo senso di humour che è tipico del personaggio, l'ispirazione per cominciare a scrivere. La posa, nonostante una certa ufficialità, pare dunque cogliere tutta la modernità della ritrattistica italiana e nordica, compresa una obiettiva attenzione alla rappresentazione somatica, come lo strabismo dell'occhio destro (meno accentuato nel ritratto di Boston)..